# Эвристический аффект
Эвристи́ческий аффе́кт — подсознательный процесс, который проявляется во влиянии эмоций на быстроту и эффективность принятия решений. Он позволяет принимать решения без необходимости в выполнении обширного поиска информации и используется во время рассуждения о рисках и преимуществах чего-либо, в зависимости от положительных или отрицательных чувств, которые человек связывает с рассматриваемым предметом.
В частности, если человек испытывает к предмету положительные эмоции, то он с большей вероятностью будет оценивать риски как низкие, а выгоды — как высокие. С другой стороны, если чувства по отношению к предмету отрицательны, он с большей вероятностью воспримет риски как высокие, а выгоды — как низкие.

## Теория
Учёные Словик, Макгрегор и Петерс противопоставляют два способа мышления: рациональное и эмпирическое. Рациональный тип считается медленным и требует усилий, осознанности, логических рассуждений и существенных доказательств. Эмпирический тип противоположен: он интуитивен и автоматичен. Он более удобен, поскольку не требует усилий и осознанности, а опирается на образы и метафоры, которые затем используются для оценки вероятности рисков.
Роберт Б. Зайонц также утверждал, что аффективные реакции на предметы первичны, они происходят автоматически и впоследствии влияют на то, как мы обрабатываем и оцениваем информацию. Иначе говоря, сильная эмоциональная реакция на предмет или явление может изменить мнение человека. Это значит, что разные люди могут принимать диаметрально противоположные решения, на основе одного и того же набора фактов.

## Практика

### Эксперимент с улыбкой
Учёные Лафранс и Хехт исследовали, может ли улыбающийся человек за счет положительной аффективной реакции добиться большего снисхождения, нежели тот, у кого нейтральное выражение лица. Участники должны были оценить студентов, якобы совершивших дисциплинарный проступок. Исследователи обнаружили, что студент, изображённый на фотографии улыбающимся, получал меньшее наказание, чем студент, который не улыбался, несмотря на то, что улыбающийся студент не считался менее виновным. Улыбающиеся студенты также были оценены как более надёжные, честные, послушные, искренние и достойные восхищения по сравнению со студентами, которые не улыбались.

### Эксперимент со страхом
Фармацевтические кампании часто делают акцент на отрицательной аффективной реакции страха, чтобы привлечь внимание аудитории. Они специально провоцируют тревогу, чтобы потребитель заглушил это чувство, приобретя их продукт. В исследовании ученых Авербека, Джонса и Робертсона рассматривается то, как предварительные знания влияют на ответную реакцию на подобное запугивание. Исследователи обнаружили, что люди, обладавшие большими знаниями о заболеваниях, испытывали меньше страха и не стали жертвами эвристического аффекта.

### Фондовый рынок
Неопытные инвесторы, наслушавшись только положительной информации об отрасли или компании, занижают риски (выраженные ставкой дисконтирования или вероятностью провала проекта) при оценке справедливой стоимости её акций, либо, наоборот, завышают их после получения отрицательной информации. Например, читая статьи о глобальном потеплении, о вредных выбросах и т.д., они могут ниже оценить нефтяные компании и выше — производителей возобновляемой энергии и электромобилей. С другой стороны, если бы они прочитали только статьи о вреде при производстве аккумуляторов для электромобилей, о необходимости частой и долгой зарядки, о том, что для солнечных панелей нужны огромные площади, о том, что производство комплектующих для ветрогенераторов наносит довольно много ущерба окружающей среде, а также о том, что переработка нефти и газа с каждым годом всё экологичнее, что антропогенный вклад в глобальное потепление не так уж и значителен, то они бы наоборот завысили риски "зелёных" компаний и занизили их для нефтегазовых.